# Guerra russopolonesa de 1792
La Guerra russopolonesa de 1792 o Guerra de la segona partició o Guerra per a la defensa de la Constitució va enfrontar la república de les Dues Nacions o unió de Polònia-Lituània d'una banda a la confederació de Targowica i l'Imperi Rus, de l'altra.
El 18 de maig de 1792, sense declaració de guerra, més de 97 000 soldats russos van franquejar la frontera polonesa i van atacar les forces de Polònia-Lituània, fidels al rei Estanislau II de Polònia i a la Gran Dieta (Sejm Wielki), que defensaven la Constitució polonesa del 3 de maig de 1791 contra la confederació de Targowica i els seus aliats.

## Preludi
Al començament del segle XVIII els magnats de Polònia i de Lituània controlaven l'Estat, o més aviat, aconseguien fer de manera que les reformes susceptibles d'afeblir la seva Llibertat daurada no podien ser aplicades. Abusant de la regla del liberum veto que permetia a tot diputat paralitzar els procediments de la Dieta, els diputats subornats pels magnats, per les potències estrangeres o simplement aquells que continuaven creient que vivien en una edat d'or sense precedents, paralitzaven el govern de la República des de feia més d'un segle.
La idea de reformar el govern de la República va aparèixer a meitat del segle xvii però va ser, ràpidament, considerada perillosa, no només pels magnats sinó també pels països veïns. Aquests darrers eren contraris a la idea del renaixement de Polònia-Lituània i van començar a realitzar tot tipus d'accions per tal de degradar les relacions entre el rei i la noblesa. L'exèrcit de la República no tenia, llavors, més de 16 000 homes enfront dels exèrcits de Rússia, d'aproximadament 300 000 homes, de Prússia, d'aproximadament 200 000 homes i del Sacre Imperi, d'aproximadament 200 000 homes.
Tanmateix es va presentar una oportunitat en el transcurs de la Gran Dieta celebrada de 1788 a 1792. L'Imperi rus i l'arxiducat d'Àustria es trobaven, llavors, implicats en la guerra amb l'Imperi otomà (guerra russo-turca de 1787-1792 i guerra austro-turca de 1788-1791). Els russos, d'altra banda, lluitaven, també, en la guerra contra Suècia (guerra russo-sueca de 1788-1790). En aquest context, i ja iniciada la revolució francesa, es va signar un tractat d'aliança i d'amistat entre Polònia-Lituània i la Prússia el 29 de març de 1790 a Varsòvia.
A la Dieta, prenent exemple dels esdeveniments que es desenvolupen durant el mateix període a França, el corrent dels reformadors defensava i recomanava una revolució social suau, que impliqués d'altres classes de la societat. El rei va ser empès a adoptar una nova constitució. Aquesta fou signada el 3 de maig de 1791 i va rebre un ampli suport popular.
Caterina II, la tsarina de Rússia, que considerava que Polònia era de facto un protectorat, va reaccionar de manera furiosa. La pitjor de les notícies va arribar de Varsòvia : el rei polonès ha esdevingut gairebé un sobirà » digué Alexandre Bezborodko, un dels principals actors de la política estrangera de Rússia, quan conegué la notícia.
Prússia era, també, contraria a la nova Constitució polonesa i per veu del seu ministre dels Afers estrangers, Friedrich Wilhelm von Schulenburg-Kehnert, es declarà desvinculada del tractat d'aliança i d'amistat signat l'any anterior. Els prussians temien que un Estat polonès reforçat esdevingués una amenaça i acabés per exigir la restitució dels territoris adquirits al primer repartiment de Polònia.
La Constitució no va ser adoptada sense oposició en el si de la pròpia República. Des del començament del projecte els magnats, com Franciszek Branicki, Stanislas Potocki, Séverin Rzewuski i Szymon i Joseph Kossakowski, si hi oposaven categòricament i van formar la confederació de Targowica a través de la qual van passar a demanar a la tsarina de Rússia d'intervenir i restablir els seus privilegis.
El 9 de gener de 1792 Rússia va signar amb l'Imperi Otomà el tractat de Iași. També va acordar amb Suècia la pau de Värälä. D'aquesta manera Rússia quedava lliure de tot compromís militar i podia, ara sí, ocupar-se de Polònia-Lituània. Només li faltava a la tsarina Caterina II un pretext per atacar.
Establerta a Sant Petersburg al gener 1792, la Confederació de Targowica, va criticar la nova constitució i l'acusava de difondre « el contagi de les idees democràtiques, seguint els exemples mortals establerts a París ». Afirmava que « El parlament … ha trencat totes les lleis fonamentals, escombrat totes les llibertats de la noblesa … El 3 de maig de 1791 marca el començament de la revolució ». Els confederats esperaven i justificaven la intervenció militar de Rússia.
El 18 de maig de 1792, l'ambaixador de Rússia a Polònia, Yakov Bulgakov, va fer entregar una declaració de guerra al ministre polonès dels Afers estrangers Joachim Chreptowicz. El mateix dia els exèrcits russos havien entrat a Polònia.

## Forces dels exèrcits

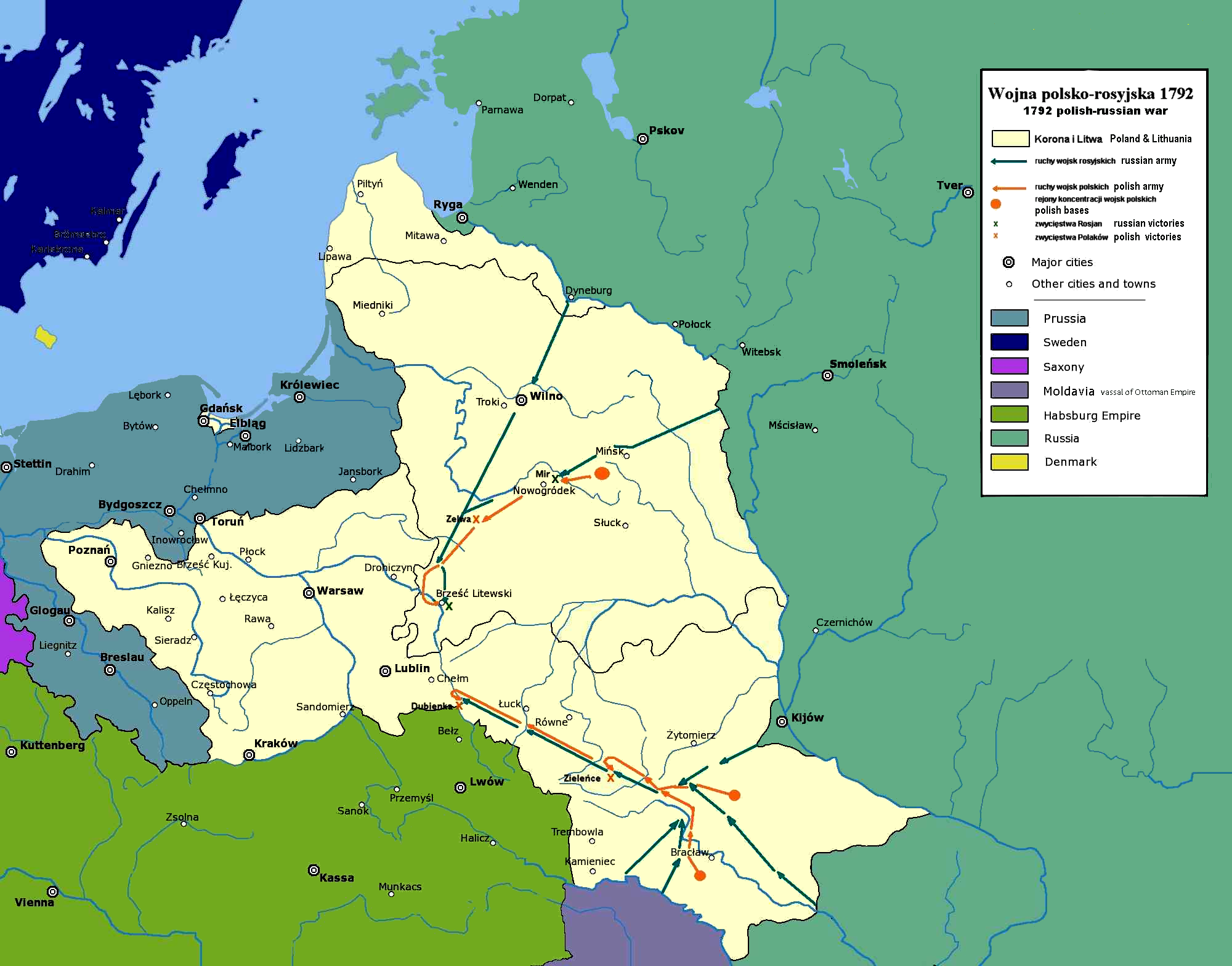
Teatre d'operacions

L'exèrcit rus, disposava d'una força de 98 000 homes experimentats, comandats per Mikhaïl Kretchetnikov i Mikhail Kakhovsky. El pla de Kakhovsky era avançar a través d'Ucraïna, prendre Kamianets-Podilsky, Chełm i Lublin, i arribar a Varsòvia pel sud. Kretchetnikov havia d'avançar per Minsk, Vílnius, Brest i Białystok, per arribar a Varsòvia pel nord, on havia de confluir amb Kakhovsky. Els russos tenien una bona xarxa d'informació i estaven al corrent de la distribució de les tropes adversàries. Per la seva banda els polonesos tenien molta menys informació i sovint aquesta era contradictòria i errònia. Quan els exèrcits russos van traspassar la frontera encara no havien sigut informats de la declaració de guerra.
Estanisłau August Poniatowski, rei de Polònia-Lituània, va exercir el comandament nominal de les forces poloneses; el comandament efectiu va ser delegat en el seu nebot, el príncep Józef Poniatowski. Per fer front als russos, Poniatowski tenia a la seva disposició, en teoria, un exèrcit polonès de 48 000 homes i un exèrcit lituà de 24 000. A la pràctica, però, i a causa de les reformes empreses amb la Constitució del 3 de maig (que establia la creació d'un exèrcit de 100 000 homes) les forces de la República no comptaven amb més de 37 000 homes. L'exèrcit es trobava en plena reorganització, curt d'equipament i faltat de soldats experimentats
Al Sud-est del país, a l'àrea ucraïnesa, les forces poloneses havien estat concentrades a tres regions diferents, allà on s'esperava que es desenvolupessin els combats i sota les ordres de Tadeusz Kościuszko, Michał Wielhorski i el príncep Poniatowski mateix.
Les forces de Kakhovsky, de 64 000 homes, es trobaven repartides en quatre cossos. El 1r , aproximadament 17 000 homes, és posat sota el comandament del general Mikhaïl Koutouzov, el 2n, sota el comandament del general Ivan Dunin, el 3r, sota el general Otto Wilhelm Derfelden i el 4t, sota les ordres del general Andrei Levanidov. La confederació de Targowica no representa una força real i les temptatives per recollir el suport popular en el moment de l'inici de les hostilitats van fracassar lamentablement .
A Lituània, l'exèrcit no comptava amb més de 15 000 homes i va rebre el reforç d'un destacament polonès de 3 000 homes. Es trobava sota el comandament del duc Lluís de Wurtemberg. Aquest no havia previst res per a la guerra i les seves tropes no es trobaven llestes per al combat. En aquest teatre, l'exèrcit rus sota els ordres del general Mikhail Kretchetnikov disposava d'una força de 33 700 o 38 000 homes dividit en quatre cossos : el 1r sota el comandament d'un dels caps de la confederació de Targowica, Szymon Kossakowski, de 7 300 homes, el 2n cos sota les ordres del general Boris Mellin, amb 7 000 homes, el 3r dirigit pel general Youri Dolgoroukovs, amb 15 400 homes i, finalment, el 4t cos de l'exèrcit rus comandat per Ivan Fersen, amb 8 300 homes.
Un exèrcit de reserva d'aproximadament 8 000 homes ha de reunir-se a Varsòvia sota el comandament directe del rei.
Amb anterioritat, Tadeusz Kosciuszko havia proposat de concentrar tot l'exèrcit polonès per atacar l'exèrcit rus abans que aquest tingués la superioritat numèrica. Aquest pla, però, fou rebutjat pel príncep Poniatowski. Per arribar a equilibrar les forces en presència, Poniatowski preferia esperar els 30 000 homes que la Prússia hauria d'enviar segons el seu pacte militar.

## Front sud

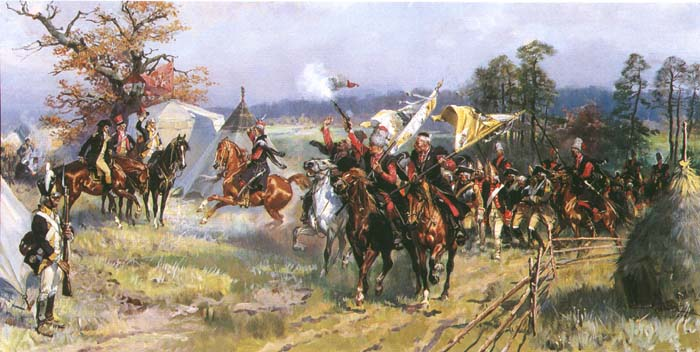
Després de la batalla de Zieleńce, per Wojciech Kossak

Les primeres forces russes van franquejar la frontera ucraïnesa la nit del 18 al de 19 de maig de 1792 trobant molta més resistència de la prevista. Kościuszko va afegir les seves forces a les del príncep Poniatowski a prop de Janów el 29 de maig però tot i això l'exèrcit de la Corona era massa dèbil per oposar-se a les quatre columnes enemigues que progressaven per l'Ucraïna occidental i, així, els polonesos van començar una retirada sobre el marge oest del Buh meridional en direcció a Lioubar i Polonne. Kościuszko comandava la rereguarda de l'exèrcit de Poniatowski, que, davant la inferioritat de les seves forces i, esperant els reforços promesos pel rei, va decidir abandonar Ucraïna i passar a Volínia on Michał Lubomirski havia estat encarregat de reunir queviures i materials per establir una àrea de defensa més consistent.
El 14 juin, Wielhorski va ser derrotat en la batalla de Boruszkowce. El 17 juin, Poniatowski va rebre reforços, aproximadament 2 000 homes dirigits per Lubomirski. L'endemà, els polonesos van derrotar l'exèrcit rus del general Iraklij Morkow a la batalla de Zieleńaquest. La victòria fou celebrada pel rei Poniatowski, que envià reconeixements amb la voluntat de recompensar oficials i soldats.
Tot i això les forces russes van continuar el seu avanç. L'exèrcit polonès retrocedia de manera ordenada, sota el comandament de Józef Poniatowski, cedint terreny davant d'un enemic més poderós. A començament juliol, Lubomirski, un magnat poderós, va traïcionar l'exèrcit reial i es va lliurar, amb totes les provisions i material, a l'invasor.
El 7 de juliol, Kościuszko retardà l'avanç dels exèrcits russos enfrontant-se a la batalla de Volodímir. En ple moviment de retirada de l'exèrcit de Poniatowski sobre el marge oest del Buh els dos exèrcits encara s'enfronten a la batalla de Dubienka del 18 de juliol on Tadeusz Kościuszko assoleixen una brillant victòria enfront de l'exèrcit de Mikhail Kakhovsky, 4 o 5 vegades més poderós. Tanmateix, Kośicuszko va preferir retirar-se i franquejar el Buh, abans que els russos no l'encerclessin completament.

## Front nord
Al gran ducat de Lituània, els russos van traspassar la frontera el 22 de maig, quatre dies després de l'atac al sud. El regne de Prússia, havia trencat l'aliança amb Polònia i el duc de Wurtemberg, comandant en cap de l'exèrcit lituà, va rebutjar fer front als russos. Fingint de trobar-se malalt, no va prendre el comandament efectiu dels exèrcits i es dedicà a enviar ordres contradictòries a les seves tropes.
L'exèrcit de Lituània només va oferir poca resistència a l'avanç dels russos. La ciutat de Minsk va ser abandonada el 31 de maig, després d'algunes escaramusses. Amb el canvi de comandament que es produí el 4 de juny, l'exèrcit lituà, d'ara en endavant sota els ordres del general Józef Judycki, plantà cara als russos. Tot i el canvi la batalla de Mir, de l'11 de juny, acabà amb victòria russa i aquest van continuar el seu avanç a través del gran ducat. L'exèrcit lituà es retirà cap a Hrodna. El 14, els russos prenien Vílnius, després d'una petita escaramussa amb la guarnició local. El 20, Kaunas es va rendir sense cap oposició. Caigut en desgràcia, Judycki fou reemplaçat per Michał Zabiełło el 23 de juny.
El 4 de juliol, els lituans van ser derrotats a la batalla de Zelva. Hrodna caigué el 5 i Białystok el 17. Els russos van prendre Brest, el 23, però l'exèrcit lituà defensà els punts de pas sobre el riu Buh. El dia 4, els russos van ser derrotats a la batalla de Krzemień, la primera i última victòria significativa de l'exèrcit lituà

## Fi de la guerra
Mentre que el príncep Poniatowski i Kościuszko consideraven que encara era possible resistir la invasió reunint totes les forces de la República per vèncer els russos que es trobaven dispersos, el rei Poniatowski, amb el consentiment del Senat va decidir demanar un alto el foc. La tsarina Caterina II li exigí que s'adherís a la confederació de Targowica, pro-russa, cosa que el sobirà va fer el dia 22 o 23 de juliol.
El 26 de juliol, la cavalleria de Poniatowski rebutjà encara un últim atac rus a la batalla de Markuszów, a la província de Lublin.
L'exèrcit polonès, que fins al moment encara no havia patit cap derrota major i que es trobava en bon estat de combat, quedà disgustat amb l'alto el foc. El príncep Poniatowski, Kościuszko i molts altres comandants van criticar la decisió del rei i es van produir moltes dimissions durant les següents setmanes. El príncep Poniatowski va considerar, fins i tot, de rebel·lar-se contra les ordres del seu oncle però es sotmeté al darrer moment.

## Conseqüències
Estanislau Poniatowski, esperava que la capitulació permetés una solució diplomàtica acceptable, però ràpidament quedà decebut. Els nous diputats del parlament o bé van ser subornats o bé van ser intimidats pels ocupants russos. Una nova sessió de les Corts Generals, conegut amb el nom de Sejm de Hrodna es va convocar a la tardor 1793. El 23 novembre, va concloure les seves deliberacions sota coacció de l'exèrcit rus. Finalment s'accepta l'anul·lació de la Constitució del 3 de maig i el segon repartiment de Polònia.
Gràcies a la pau Rússia va rebre 250 000 quilòmetres quadrats i Prússia 58 000 quilòmetres quadrats del territori de la República. D'aquesta manera la Confederació de Polònia i Lituània es va veure reduïda a només un terç de la població que tenia abans de la primera partició. La República de les Dues Nacions quedà lligada a Rússia com un estat vassall. Els exèrcits russos van ocupar el país establint diverses guarnicions. L'exèrcit va quedar limitat. El resultat també suposà una sorpresa per la majoria dels confederats de Targowica, que principalment buscaven restablir l'statu quo d'abans de la constitució i mantenir el privilegis de la seva Llibertat daurada.
L'any 1794, la insurrecció de Kościuszko va intentar el restabliment de la independència i les fronteres de la Confederació de Polònia i Lituània però l'alçament va fracassar i provocà, l'any 1795, el tercer repartiment de Polònia. El país va perdre llavors tots els seus territoris restants i la república de les Dues Nacions deixà d'existir.